# Wladimir Jurjewitsch Schtschekunow
Wladimir Jurjewitsch Schtschekunow (russisch Владимир Юрьевич Щекунов, wiss. Transliteration Vladimir Jur'evič Ščekunov; * 8. Januar 1987) ist ein russischer Radrennfahrer.
Wladimir Schtschekunow gewann beim Gran Prémio Vila-Real 2007 die erste Etappe und konnte so auch die Gesamtwertung für sich entscheiden. Im nächsten Jahr wurde er Erster der Gesamtwertung bei der Vuelta a Segovia. Beim Bahnrad-Weltcup in Cali gewann er die Mannschaftsverfolgung. Im Jahr 2010 gewann er eine Etappe der Vuelta Ciclista a León.

## Erfolge
2008
- Weltcup Cali – Mannschaftsverfolgung (mit Artur Jerschow, Waleri Kaikow und Leonid Krasnow)

2010
- eine Etappe Vuelta Ciclista a León

## Teams
- 2006 Tinkoff Restaurants
- 2009 Lokomotiv